# Els Esquirols

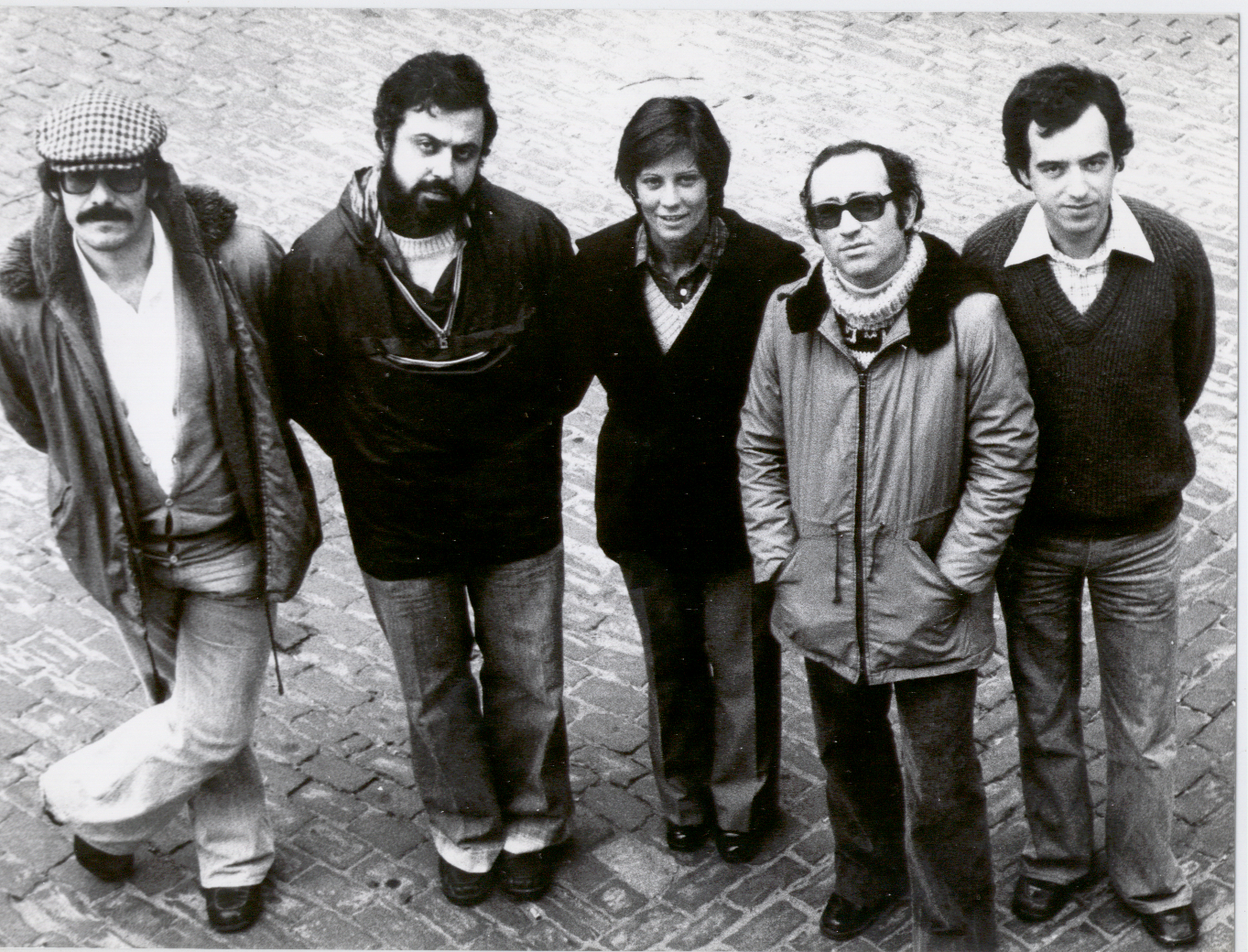
Els Esquirols 1980

Els Esquirols („Die Eichhörnchen“ bzw. nach dem Gründungsort L’Esquirol, Comarca Osona, „Die Bewohner respektive die Musikanten aus L’Esquirol“) war eine katalanische Folk-Musikgruppe, die in der Tradition der Nova Cançó Catalana stand. Die Gruppe bestand von 1969 bis 1986.

## Geschichte
Die Gruppe wurde 1969 ursprünglich von Josep Casadesús, Joan Crosas, Joan Vilamala, Jaume Font, Rosa Maria Sadurní und Pep Molas gegründet. Später schlossen sich Dolors Roca, Rafael Sala und Ramon Estrada an. Auf der Tournee 1978/1979 konsolidierten die Esquirols endgültig ihre Besetzung: Joan Crosas (Gitarren, Mandoline, Bouzuki und Gesang), Joan Vilamala (Akkordeon, Mundharmonika, Schlagzeug und Gesang), Dolors Roca (Gitarre und Gesang), Ramon Estrada (Klavier) und Josep Casadesús (Kontrabass und Gesang). Die Gruppe entstand im Kontext von Jugendzeltlagern. Mehrere Mitglieder der Gruppe waren Begleitpersonen solcher Zeltlager. Die meisten Lieder der Gruppe wurden von Joan Crosas und Joan Vilamala geschrieben, obwohl sie oft das Ergebnis gemeinsamer kreativer Arbeit waren.
Die Gruppe veröffentlichte sechs LPs, die von Folk über Wander- und Bergsteigerlieder bis hin zu Protest- und Umweltliedern reichten: Cants al vent (1973, „Singen im Wind“), Fent camí (1975), Colze amb colze (1976, „Ellenbogen an Ellenbogen “), Licor d’herbes bones (1978, „Kräuterlikör“), Torna, torna Serrallonga (1980) und Com un anhel (1982, „Sehnsucht“).
Der anfängliche Einfluss von Bergliedern und dem American Folk wich zunehmend einem authentischen eigenem Stil feiner instrumentaler und vokaler Nuancen. Schlichte Melodien und Instrumentationen und harmonische Stimmen auf der musikalischen Seite sowie ironische oder poetisch kraftvolle Liedtexte auf der anderen Seite wurden zum Markenzeichen. Die Lieder oder Chansons der Esquirols gehörten zum Sound einer ganzen Generation in Katalonien. Junge Leute nahmen die Lieder auf und sangen sie mit Gitarrenbegleitung bei Versammlungen, Ausflügen, Festivals oder Protestveranstaltungen. Einige dieser Lieder entwickelten sich regelrecht zu Hymnen, die in Liederbücher von Schulen, Wander- oder Pfadfindergruppen eingingen und so an eine weitere Generation vermittelt wurden. Diese Lieder wurden auch von anderen Sängern und Gruppen aufgenommen und interpretiert.
Das Stück Torna, torna Serrallonga von 1980, das der gleichlautenden LP ihren Namen gab, entwickelte sich zu einer weit bekannten Hymne. Es war als Protestlied gegen eine in der Plana de Vic (Ebene von Vic) angedachte Uranförderung entstanden. Es wurde am Sankt-Georgs-Tag 1979, dem Tag des Schutzheiligen von Katalonien, im Teatre Romea von Barcelona uraufgeführt. Mit dem Lied Colze amb colze, das kurz nach Francos Tod aufgenommen wurde, traten die Esquirols für die Freilassung der politischen Gefangenen des Franco Regimes ein. Sie protestierten damit gegen jene Politiker, „die ein für allemal einen Punkt hinter diese Geschichte setzen wollten und dann gleichzeitig ein neues Feuer anfach[t]en.“
Am 12. Februar 2017 fand ein außerordentliches Gedenkkonzert für die Gruppe in Manresa statt. Die Veranstaltung nahm Bezug auf das von Joan Crosas 1975 geschriebene Stück Any 2017 („Das Jahr 2017“), das sich gegen die Technisierung und Nihilisierung der menschlichen Person schlechthin wandte. Das Lied erzählte die kuriose und futuristische Geschichte, nach der am 12. Februar 2017 ein „Sohn der Zivilisation“ geboren werde, der keinerlei Füße, keinerlei Hände und keinerlei Münder mehr aufwies. Dieser „Sohn der Zivilisation“ bestehe nur noch aus Rädern, Trichtern und Schraubenschlüsseln. Zahlreiche Künstler boten angesichts der vermeintlich(?) eingetretenen Prophezeiung Interpretationen der Lieder der Esquirols.
Die Gruppe erreichte in der ersten Hälfte der 1980er Jahre ihren künstlerischen Höhepunkt und wurde hoch populär. Sie löste sich 1986 auf. Jordi Estrada erklärte im März 2017 in einem Zeitungsartikel mit Bezug auf das oben geschilderte Gedenkkonzert und die permanent gegebene Aktualität der Esquirol-Lieder: „Nur vor einem solchen Hintergrund ist zu verstehen, dass die Esquirols auch nach drei Jahrzehnten Abwesenheit von der Bühne weiterhin Hunderte von Anhängern mobilisieren.“